# 9월 6일
9월 6일은 그레고리력으로 249번째(윤년일 경우 250번째) 날에 해당한다.

## 사건
- 394년 - 프리기두스 전투(Battle of the Frigidus): 로마 황제 테오도시우스 1세가 찬탈자 유게니우스(Eugenius)를 제압했다. 그를 서방황제로 추대한 갈리아의 섭정 아르보가스트는 패주했지만 이틀 후 자살했다.
- 1592년 - 청주 전투 발발.
- 1620년 - 청교도 149명, 메이플라워 호에 승선, 아메리카 대륙으로 항해 시작
- 1776년 - 허리케인이 과들루프를 강타해 6000명 이상의 사상자 발생
- 1901년 - 미국의 윌리엄 매킨리 대통령이 무정부주의자에 피격 당하다.
- 1945년 - 건국준비위원회 조선인민대표자회의, 서울 중앙청에서 조선인민공화국 수립 발표
- 1950년 - 대한민국 국군, 여군 창설.
- 1951년 - 한국 전쟁: 매슈 리지웨이 유엔군 사령관, 정전회담 장소로 판문점 제의
- 1960년 - 일본 친선사절단 내한
- 1965년 - 파키스탄, 인도와 전쟁상태 선포
- 1970년 - 팔레스타인 인민 해방 전선, 유럽 상공에서 뉴욕행 민간 여객기 4대를 납치
- 1976년 - 빅토르 벨렌코 망명 사건이 일어나다.
- 1977년
  - 코리아게이트: 미국 법무부, 의회 로비 활동과 관련 박동선을 수뢰혐의로 기소
  - 일본과 조선민주주의인민공화국, 민간어업협정 체결
- 1979년 - 소비에트 연방의 지하 핵실험으로 시베리아에서 강도 7.1의 지진 기록
- 1981년 - 대한민국 경상남도 통영 근해서 제1영산호가 화물선과 충돌로 침몰. 선원 18명 실종.
- 1984년 - 전두환  일본 방문. 히로히토 일본 천황, 과거의 한일관계에 대해 유감 표명
- 1991년 - 발트 3국 독립.
- 1992년 - 대한민국, 조선민주주의인민공화국, 일본 여성 대표, 종군위안부 문제 공동대처 결의
- 2007년
  - 비자금을 조성해 수백억원의 회삿돈을 횡령한 혐의로 기소되어 1심에서 실형을 선고받았던 정몽구 현대-기아 자동차 그룹 회장에게 향후 5년간 8400억원을 사회에 출연하는 등 사회봉사를 하는 조건으로 집행유예가 선고됐다.
  - 청와대는 이명박 한나라당 대선 후보와 안상수 원내대표 등을 허위사실 유포에 의한 명예훼손 혐의로 이르면 검찰에 고소하기로 했다고 발표했다.
- 2012년 - 세계 3대 신용평가사 중 하나인 피치(Fitch Ratings)사는 대한민국의 국가신용등급을 A+에서 AA-로 한 단계 상향 조정했다. 이는 IMF 외환 위기 전과 같은 것으로 국가신용등급이 일본보다 높기는 이번이 사상 처음이다.
- 2014년 - 제주월드컵경기장에서 열린 제주유나이티드와 전남드래곤즈와의 K리그 클래식 24라운드 경기에서 제주유나이티드의 박수창이 K리그 최초로 전반 4득점 해트트릭 기록을 세움.
- 2022년 - 태풍 힌남노가 부산에 상륙하여 큰 피해를 주었다.

## 문화
- 1995년 - 볼티모어 오리올스의 유격수 칼 립켄 주니어가 2131번째 경기에 출장하면서 루 게릭이 가지고 있던 메이저 리그 베이스볼 연속 경기 출장 기록을 깨다.
- 2005년 - 김대중컨벤션센터 개관.
- 2024년 - KBS TV 동요 경연 프로그램 누가누가 잘하나 방영 60주년.

## 탄생
- 1666년 - 러시아의 차르 이반 5세. (~1696년)
- 1757년 - 프랑스의 군인 질베르 뒤 모티에 드 라파예트 후작. (~1834년)
- 1766년 - 영국의 화학자 존 돌턴. (~1844년)
- 1903년 - 대한민국의 동요작곡가 윤극영. (~1988년)
- 1906년 - 러시아의 수학자 안드레이 티호노프. (~1993년)
- 1913년 - 브라질의 축구 선수 레오니다스 다 시우바. (~2004년)
- 1918년 - 대한민국의 배우 한은진. (~2003년)
- 1922년 - 미국의 야구 선수 루 치올라. (~1981년)
- 1926년
  - 일본의 소설가 호시 신이치. (~1997년)
  - 소련의 군인 베라 푸티나. (~2023년)
- 1927년 - 대한민국의 수학자 김용운. (~2020년)
- 1928년 - 일본의 건축가 마키 후미히코. (~2024년)
- 1930년 - 일본의 소설가 니시무라 교타로. (~2022년)
- 1933년
  - 대한민국의 언론인 이규태. (~2006년)
  - 대한민국이 정치인 고귀남. (~2022년)
- 1936년 - 대한민국의 정치인 조상래.
- 1945년
  - 일본의 만화가 나가이 고.
  - 대한민국의 기업인 김동녕.
- 1947년 - 미국의 싱어송라이터 실베스터.
- 1948년
  - 헝가리의 레슬링 선수 헤게뒤시 처버.
  - 홍콩의  가수, 영화 배우 허관걸.
- 1949년 - 대한민국의 정치인 전재희.
- 1953년 - 미국의 배우 패티 야스타케. (~2024년)
- 1955년 - 대한민국의 공무원, 기업인 김기춘. (~2021년)
- 1957년 - 포르투갈의 정치인 조제 소크라트스.
- 1958년
  - 대한민국의 성우 이미자.
  - 대한민국의 군인 전인범.
- 1959년
  - 타이완의 배우 양구이메이.
  - 일본의 음악가 요시마타 료.
- 1960년
  - 대한민국의 방송인 황인수.
  - 대한민국의 배우 차기환.
- 1961년
  - 대한민국의 가수 박강성.
  - 대한민국의 변호사 겸 방송인 한문철.
- 1962년 - 대한민국의 의원 원성일.
- 1963년 - 대한민국의 정치인 김한정.
- 1964년
  - 미국의 배우 로지 페레스.
  - 알렉산드르 폿시발로프.
- 1965년 - 대한민국의 정치인 이훈.
- 1966년 - 대한민국의 아나운서 이성민. (~2023년)
- 1967년 - 대한민국의 전 기초의회의원 최윤경.
- 1968년 - 우크라이나의 권투 선수 로스티슬라우 자울리치니.
- 1969년 - 대한민국의 배우 강신구.
- 1971년
  - 대한민국의 영화 감독 강윤성.
  - 일본의 전 태권도 선수 오카모토 요리코.
  - 아일랜드의 싱어송라이터 돌로레스 오리오던. (~2018년)
- 1972년 - 영국의 배우 이드리스 엘바.
- 1973년 - 대한민국의 영화감독 한상희.
- 1974년 - 대한민국의 배우 유하영.
- 1975년 - 일본의 유도 선수 다니 료코.
- 1976년
  - 대한민국의 MC, 모델 현영.
  - 대한민국의 연예기획자, 농구 감독 이형주.
  - 대한민국의 법조인 정승연.
  - 영국의 배우 나오미 해리스.
  - 일본의 야구인 마이클 나카무라.
- 1977년 - 일본의 가수 히카와 키요시.
- 1978년 - 일본의 축구인 사와 호마레.
- 1980년
  - 나이지리아의 축구 선수 조지프 요보.
  - 대한민국의 성우 정유미.
  - 미국의 프로레슬링 선수 질리언 홀.
- 1981년 - 대한민국의 배우 전재홍.
- 1982년
  - 대한민국의 레이싱 모델, 방송인 김시향.
  - 대한민국의 희극인 정승환.
- 1983년 - 대한민국의 축구 선수 염동균.
- 1984년
  - 대한민국의 아나운서 채솔이.
  - 대한민국의 축구 선수 박주용.
- 1985년 - 일본의 모델, 배우 나가하마 신.
- 1986년
  - 대한민국의 가수 동하.
  - 대한민국의 희극인 한윤서.
  - 우즈베키스탄의 테니스 선수 데니스 이스토민.
- 1988년
  - 대한민국의 핸드볼 선수 김온아.
  - 대한민국의 가수 NS윤지.
  - 프랑스의 프리스타일 스키 선수 아르노 보볼렌타.
- 1989년
  - 대한민국의 배우 김소은.
  - 대한민국의 축구 선수 서정진.
  - 영국의 배우 해나 존카먼.
- 1990년
  - 대한민국의 가수 하민우 (제국의아이들).
  - 대한민국의 레이싱 모델 서연서.
  - 오스트레일리아의 래퍼 롬 (씨클라운).
- 1991년
  - 대한민국의 문화예술인 권별.
  - 대한민국의 기업인 권도형.
  - 대한민국의 배우 금새록.
- 1992년
  - 대한민국의 배우 강다현.
  - 도미니카 공화국의 야구 선수 소크라테스 브리토.
  - 대한민국의 축구 선수 김동민.
  - 대한민국의 배드민턴 선수 이재우.
- 1993년
  - 이란의 축구 선수 사만 고도스.
  - 대한민국의 펜싱 선수 송세라.
- 1994년 - 일본의 성우 이자와 미카코.
- 1995년
  - 대한민국의 야구 선수 임지섭. (LG 트윈스).
  - 대한민국의 축구 선수 김정민.
  - 대한민국의 리그 오브 레전드 프로게이머 마이티베어.
  - 이탈리아의 축구 선수 루카 크레코.
- 1996년 - 대한민국의 배우 박세진.
- 1997년 - 대한민국의 가수 유영웅.
- 1998년 - 대한민국의 앵커 허우령.
- 1999년 - 대한민국의 가수 박서연.
- 2000년 - 대한민국의 연극배우 이다은.
- 2001년 - 일본의 성우 및 가수 니노미야 유이.
- 2005년 - 중화인민공화국의 바둑기사 리샤오시.
- 2006년 - 일본 황실, 아키시노노미야 후미히토 친왕의 장남 히사히토 친왕.
- 2009년 - 대한민국의 가수 시아.
- 2010년 - 대한민국의 뮤지컬 배우 김근영.

### 미상
- 대한민국의 가수 원장.

## 사망
- 952년 - 제61대 일본의 천황 스자쿠 천황. (923년~)
- 972년 - 신성 로마 제국의 황제 교황 요한 13세. (930년~)
- 1956년 - 대한민국의 화가 이중섭. (1916년~)
- 1969년 - 브라질의 축구 선수 아르투르 프리덴라이히. (1892년~)
- 1994년 - 대한민국의 헌법학자 박일경. (1920년~)
- 1998년 - 일본의 영화 감독 구로사와 아키라. (1910년~)
- 2003년 - 대한민국의 정치인 박종율. (1929년~)
- 2007년
  - 천재 앵무새 알렉스. (1976년~)
  - 이탈리아의 성악가 루치아노 파바로티. (1935년~)
  - 대한민국의 배우 이애정. (1987년~)
- 2018년 - 미국의 배우 버트 레이놀즈. (1936년~)
- 2019년
  - 대한민국의 그래픽 디자이너 조영제. (1935년~)
  - 짐바르웨의 제2대 대통령 로버트 무가베. (1924년~)
- 2020년
  - 대한민국의 목사 신소걸. (1941년~)
  - 미국의 야구 선수 루 브록. (1939년~)
  - 미국의 영화배우 케빈 돕슨. (1943년~)
  - 카자흐스탄의 사격 선수 세르게이 벨랴예프. (1960년~)
  - 뉴질랜드의 수학자 본 존스. (1952년~)
- 2021년
  - 미국의 영화배우 마이클 K. 윌리엄스. (1966년~)
  - 프랑스의 영화배우 장폴 벨몽도. (1933년~)
- 2023년
  - 대한민국의 정치인 김노식. (1945년~)
  - 대한민국의 정치인 정시채. (1936년~)
- 2024년
  - 독일의 예술가 레베카 호른. (1944년~)
  - 미국의 작사가 윌 제닝스. (1944년~)

## 기념일
- 독립 기념일: 에스와티니
- 통일의 날: 불가리아
- 국군의 날: 상투메 프린시페
- 국방의 날(Defence Day): 파키스탄

- 국기의 날: 보네르섬
- 자원순환의 날: 대한민국

## 같이 보기
- 전날: 9월 5일 다음날: 9월 7일 - 전달: 8월 6일 다음달: 10월 6일
- 음력: 9월 6일
- 모두 보기